# Bauernstraße 1 (Behnsdorf)

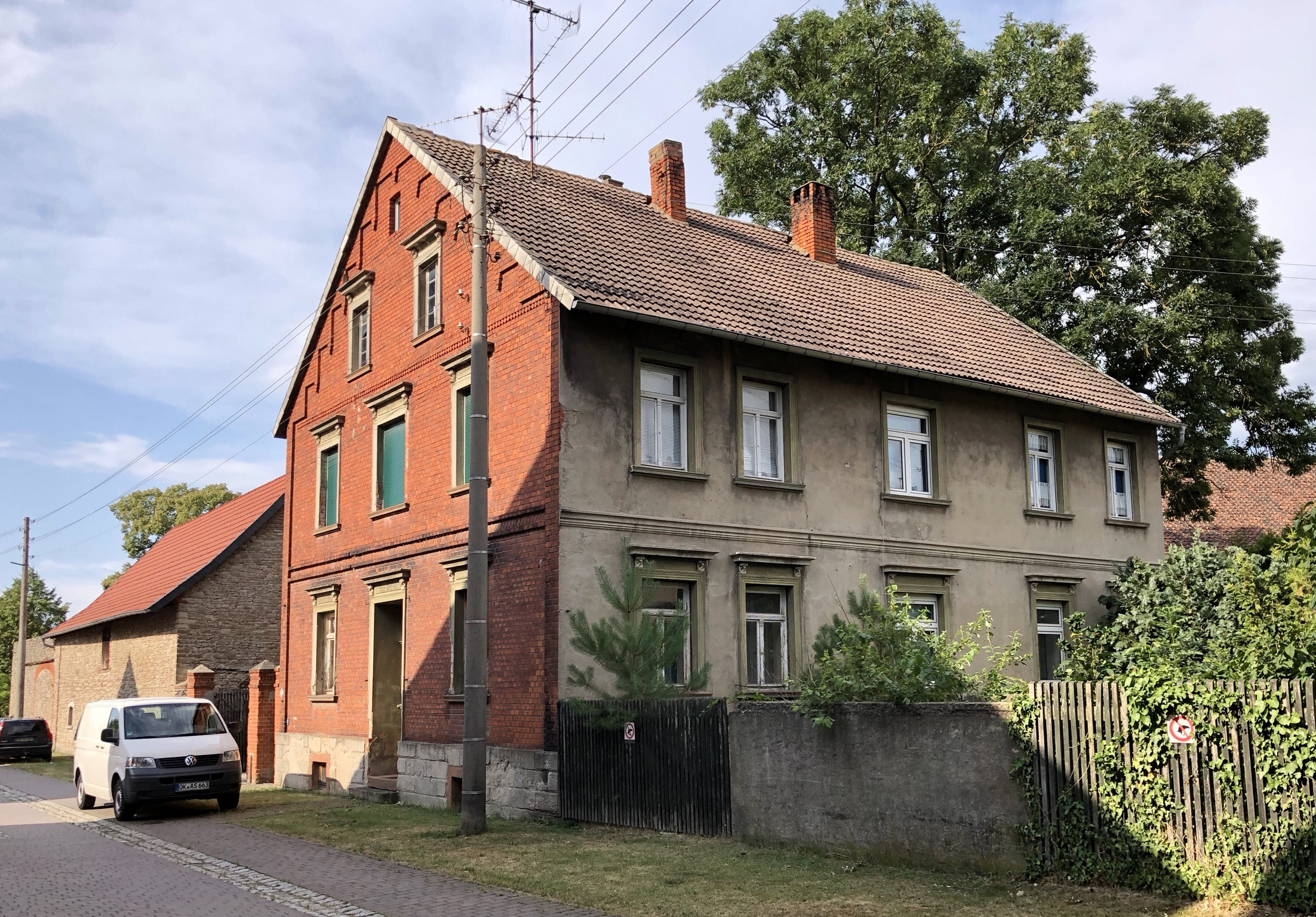
Wohnhaus Bauernstraße 1

Das Haus Bauernstraße 1 ist ein denkmalgeschütztes Wohnhaus im zur Gemeinde Flechtingen gehörenden Dorf Behnsdorf in Sachsen-Anhalt. 

## Lage
Das giebelständige Gebäude befindet sich in einer das Ortsbild prägenden Lage auf der Ostseite der Bauernstraße im Ortszentrum von Behnsdorf.

## Architektur und Geschichte
Das zweigeschossige Gebäude entstand in der zweiten Hälfte des 19. Jahrhunderts, wobei sowohl Ziegel- als auch Fachwerkbauweise eingesetzt wurde. Der Bau ruht auf einem flachen Sockel aus Sandsteinen. Die Fassadengliederung erfolgt über zurückhaltend eingesetzte Blenden und Friese. Am zur Straße zeigenden westlichen Giebel sind die Fenster- und Türöffnungen mit Gewänden aus Werkstein versehen. Die Haustüren auf Straßen- und Hofseite sind kunsthandwerklich bemerkenswert. 
Im örtlichen Denkmalverzeichnis ist das Wohnhaus unter der Erfassungsnummer 094 84182 als Baudenkmal verzeichnet.
Das kunst- und baugeschichtlich bemerkenswerte Gebäude gilt als von hoher architektonischer Qualität. 